# 191. strelska divizija (ZSSR)
191. strelska divizija (izvirno rusko 191. стрелковая дивизия; kratica 191. SD) je bila strelska divizija Rdeče armade v času druge svetovne vojne.

## Zgodovina
Divizija je bila ustanovljena leta 1941 v Leningradu.